# Te Felicito
«Te Felicito» (с исп. — «Я поздравляю тебя») — песня колумбийской певицы Шакиры и пуэрто-риканского певца Рауля Алехандро Окасио Руиса, известного как Раув Алехандро, на испанском языке. Она была выпущена 21 апреля 2022 года на лейбле Sony Music Latin в качестве ведущего сингла с двенадцатого студийного альбома Шакиры. Это был её первый испаноязычный сингл, выпущенный после песни «Me Gusta» с участием пуэрториканского рэпера Ануэля АА в начале 2020 года.

## История
9 апреля 2022 года на странице Шакиры в Twitter появился твит: «Te felicito que bien actúas» («Я поздравляю тебя с хорошей игрой»). Вскоре после этого твит был удален, но в социальных сетях появились предположения о том, кому он был адресован. На следующей неделе появление белого робота на миниатюрах шести клипов Шакиры вызвало новые предположения. 14 апреля 2022 года Шакира опубликовала обложку сингла, на которой она изображена в костюме белого робота, на своем аккаунте в Instagram, объявив о его выходе 22 апреля 2022 года.

## Отзывы
Американский новостной сайт BuzzFeed News назвал песню «Te Felicito» одной из «26 песен, которые определили 2022 год», заявив, что «такое ощущение, что колумбийская поп-звезда Шакира не отдыхает и никогда не скучает». Журнал Latina поставил песню на 2-е место в списке «20 лучших песен 2022 года латиноамериканских исполнителей», заявив, что «…колумбийская икона [Шакира], похоже, мастерски воплотила эту сердечную боль в одном из самых резких гимнов года». Как и Рианна в «Take a Bow», Шакира сравнила бывшего любовника с актёром, который играл роль во время их отношений. Шакира вернула себе свой ритм". Журнал Billboard назвал песню «Te Felicito» одной из «17 самых больших песенных коллабораций 2022 года» («17 Biggest Song Collaborations of 2022»).

## Награды и номинации
| Год  | Церемония                    | Категория                  | Результат | Ссылка |
| ---- | ---------------------------- | -------------------------- | --------- | ------ |
| 2022 | Billboard Latin Music Awards | Latin Pop Song of the Year | Номинация | [ 10 ] |
| 2022 | MTV Europe Music Awards      | Best Collaboration         | Номинация | [ 11 ] |
| 2022 | Latin Grammy Awards          | Record of the Year         | Номинация | [ 12 ] |
| 2022 | Los 40 Music Awards          | Mejor Canción              | Номинация | [ 13 ] |
| 2022 | Los 40 Music Awards          | Mejor Videoclip            | Победа    | [ 13 ] |
| 2022 | Los 40 Music Awards          | Mejor Colaboración         | Номинация | [ 13 ] |

## Чарты

### Еженедельные чарты
| Чарт (2022)                                | Высшая позиция |
| ------------------------------------------ | -------------- |
| Аргентина (Argentina Hot 100)              | 1              |
| Аргентина (Monitor Latino)                 | 1              |
| Боливия (Billboard)                        | 3              |
| Боливия (Monitor Latino)                   | 2              |
| Бразилия (Top 10 Latino)                   | 10             |
| Чили (Billboard)                           | 9              |
| Чили (Monitor Latino)                      | 5              |
| Колумбия (Billboard)                       | 8              |
| Колумбия (Monitor Latino)                  | 1              |
| Коста-Рика (Monitor Latino)                | 1              |
| Доминиканская Республика (Monitor Latino)  | 2              |
| Эквадор (Billboard)                        | 1              |
| Эквадор (Monitor Latino)                   | 1              |
| Сальвадор (Monitor Latino)                 | 1              |
| Мир (Billboard Global 200)                 | 11             |
| Гватемала (Monitor Latino)                 | 3              |
| Гондурас (Monitor Latino)                  | 3              |
| Италия (FIMI)                              | 67             |
| Латинская Америка (Monitor Latino)         | 1              |
| Мексика Mexico Espanol Airplay (Billboard) | 1              |
| Мексика Mexico Songs (Billboard)           | 4              |
| Никарагуа (Monitor Latino)                 | 2              |
| Панама (Monitor Latino)                    | 3              |
| Парагвай (Monitor Latino)                  | 2              |
| Перу (Billboard)                           | 5              |
| Перу (Monitor Latino)                      | 1              |
| Португалия (AFP)                           | 81             |
| Россия (Tophit)                            | 3              |
| Испания (PROMUSICAE)                       | 2              |
| Испания (Billboard)                        | 2              |
| Швейцария (Schweizer Hitparade)            | 71             |
| Уругвай (Monitor Latino)                   | 1              |
| США (Billboard Hot 100)                    | 67             |
| США (Billboard Hot Latin Songs)            | 10             |
| США (Billboard Latin Airplay)              | 1              |
| США Latin Digital Song Sales (Billboard)   | 2              |
| США (Billboard Latin Pop Songs)            | 1              |
| США Latin Rhythm Airplay (Billboard)       | 1              |
| Венесуэла (Monitor Latino)                 | 8              |

## Сертификации
| Регион                                                                      | Сертификация           | Продажи    |
| --------------------------------------------------------------------------- | ---------------------- | ---------- |
| Аргентина (CAPIF)                                                           | 2× Платиновый          |            |
| Бразилия (ABPD)                                                             | Платиновый             | 40 000     |
| Колумбия                                                                    | 2× Платиновый          |            |
| Франция (SNEP)                                                              | Золотой                | 100 000    |
| Италия (FIMI)                                                               | Золотой                | 50 000     |
| Мексика (AMPROFON)                                                          | Бриллиантовый          | 700 000    |
| Перу                                                                        | 5× Платиновый          |            |
| Португалия (AFP)                                                            | Золотой                | 5000       |
| Испания (PROMUSICAE)                                                        | 6× Платиновый          | 360 000    |
| Швейцария (IFPI Switzerland)                                                | Золотой                | 10 000     |
| США (RIAA)                                                                  | 13× Платиновый (Latin) | 780 000    |
| Стриминг                                                                    |                        |            |
| Chile (PROFOVI)                                                             | Платиновый             | 29,784,012 |
| Данные о продажах + прослушиваниях приведены только на основе сертификации. |                        |            |